# Piana (La Maddalena)
Piana (voluit: Isola Piana) is een rotseilandje in de La Maddalena-archipel voor de kust van het Italiaanse eiland Sardinië.
Het eiland wordt ook wel Piana della Maddalena genoemd, ter onderscheiding van andere Italiaanse eilanden met de naam Piana. Het eiland bestaande uit roze graniet en schist meet driehonderd bij tweehonderd meter en ligt honderdvijftig meter ten oosten van de kust van Corcelli.
Piana is een habitat voor de Tyrreense muurhagedis.
Het IOTA-nummer van Piana is, zoals voor de meeste andere eilanden in de archipel, EU-041. De Italian Islands Award-referentie (I.I.A., gegeven aan natuurlijke eilanden) is SS-009. Inmiddels heeft het in de Mediterranean Islands Award de code MIS-023.